# Jukka Nevalainen
Jukka "Julius" Antero Nevalainen (n. Finlandia; 21 de abril de 1978) es el exbatería en la banda finesa de metal sinfónico Nightwish y la banda de progressive metal Sethian. Vive con su esposa Satu, su hija Luna (nacida en 2003), su hijo Niki (nacido en 2005), y su otra hija Lara (nacida en 2010).

## Biografía
Pasó sus primeros años en la ciudad de Kitee. Su carrera de baterista empezó a los once años, cuando su maestro de música de la escuela le comentó sobre un nuevo programa educativo musical, y pensó que Jukka sería un buen baterista. Le faltaba un lugar adecuado para practicar, así que lo hizo en su casa. Su primera banda fue "The Highway", pero se unió a su primera real banda a los 15-16 años. La banda tenía un lugar de ensayo, pero solo podían practicar un par de días a la semana. Después que dejó esa banda, se unió con Emppu Vuorinen y tuvieron un lugar permanente para practicar.
A los 17, Emppu había sido contratado por el compositor y teclista Tuomas Holopainen. Tuomas quería empezar una banda de música acústica que luego se convirtió en Nightwish. Necesitaban un baterista, y Emppu recomendó a Jukka.
Luego de los primeros años de la banda, Jukka obtuvo una nueva y profesional batería. La usó en el álbum Wishmaster hasta el fin de la gira mundial Once en 2005. Es famoso entre los fanes de Nightwish por usar un pañuelo en su cabeza, incluso en los shows. Es vegetariano. Tiene un proyecto aparte, Sethian, pero esta banda está casi inactiva porque los miembros de la misma están ocupados con otras bandas.
El 6 de agosto de 2014, Jukka anunció que no tocaría la batería en el próximo álbum de Nightwish debido al insomnio crónico que venía padeciendo desde hacía años, aun así, Jukka advirtió que estaría al tanto de los negocios de la banda y que la acompañaría en su próxima gira. Kai Hahto (Wintersun) relevó su puesto en Nightwish.
El 20 de agosto de 2016 reapareció con la banda en Himos Park, participando para tocar la canción Last Ride Of The Day del disco Imaginaerum.
El 15 de julio de 2016, el sitio oficial de Nightwish, informó que no volverá a tocar con la banda, y que Kai Hahto tomará el lugar a tiempo completo, ya que si bien su recuperación ha sido progresiva, no esforzará su salud para retornar a la batería. Sin embargo, continuará al tanto de los negocios de la banda como lo ha hecho desde que inició su recuperación.
En julio de 2019, se confirma la salida definitiva de Jukka de la banda y Kai Hahto pasa a ser el batería permanente de Nightwish.

## Equipamiento
Baterías: Tama
- Modelo: Starclassic Maple
- Color: Gradation Raspberry
- 18"x22" Bass Drum
- 18"x22" Bass Drum
- 6"x14" Starclassic G Maple Snare Drum
- 9"x10" Tom Tom
- 10"x12" Tom Tom
- 14"x14" Tom Tom
- 16"x16" Tom Tom

Hardware: Tama
- Iron Cobra Power Glide Single Pedal (x2)
- Iron Cobra Lever Glide Hi-Hat Stand
- 1st Chair Ergo-Rider Drum Throne

Platillos: Paiste
- 14" Signature Medium Hi-Hat
- 13" Signature Sound Edge Hi-Hat
- 18" 2002 Wild Crash
- 19" 2002 Wild Crash
- 20" 2002 Wild Crash
- 18" 2002 Wild Crash
- 21" Signature Dry Heavy Ride
- 8" Signature Splash
- 10" 2002 Wild Splash
- 18" RUDE China

Palillos: ProMark 5B Jukka Nevalainen Signature
- Parches: Remo U.S.A.
- 22" Powerstroke 3 Clear
- 10" Pinstripe Clear
- 12" Pinstripe Clear
- 14" Pinstripe Clear
- 16" Pinstripe Clear
- 14" Controlled Sound Coated (Parche usado a partir del disco "Imaginaerum", anteriormente usaba Clear.)

## Discografía

### ConNightwish
- Angels Fall First (1997)
- Oceanborn (1998)
- Wishmaster (2000)
- Century Child (2002)
- Once (2004)
- Dark Passion Play (2007)
- Imaginaerum (2011)

### ConSethian
- Demo - EP (1998)
- The Dream Domain (2001)
- Into The Silence (2003)

### Colaboración conAdrián Barilari
- Barilari (2003)